# Dactylis Glomerata
Dactylis Glomerata är ett musikalbum av doom metal-gruppen Candlemass, utgivet den 17 februari 1998.

## Låtlista
1. Wiz
2. I Still See The Black
3. Dust Flow
4. Cylinder
5. Karthago
6. Abstract Sun
7. Apathy
8. Lidocain God
9. Molotov